# While Your Lips Are Still Red
"While Your Lips Are Still Red" - utwór skomponowany przez Tuomasa Holopainena i Marco Hietalę z grupy Nightwish. Nagranie zostało zamieszczone na ścieżce dźwiękowej do fińskiego filmu Lieksa! (w reżyserii Markku Pölönena) oraz na singlu Amaranth.
Piosenka wydana została jako utwór grupy Nightwish, jednak w jej nagranie zaangażowanych było tylko trzech członków zespołu: Tuomas Holopainen (klawisze), Marco Hietala (wokal) i Jukka Nevalainen (perkusja). Mimo tego zespół czasem wykonuje ten utwór na koncertach.

## Teledysk
Do utworu nagrano teledysk, w którym obok Marco Hietali i Tuomasa Holopainena występują aktorzy grający w filmie. Wykorzystano także fragmenty filmu Lieksa!.
Teledysk miał swoją premierę w serwisie YouTube 14 czerwca 2007 roku.